# GR 65-5
El GR 65-5 és la branca del Camí de Sant Jaume (GR 65) que, des de Tarragona, enllaça amb el camí principal a Logronyo a través de l'antiga via romana que unia Tarragona amb Saragossa. La part catalana, homologada el 1992, comença a Tarragona i acaba a Mequinensa, amb un recorregut total de 112 km. Des de Tarragona, el tram català comença a la costa, puja a l'Albiol, a la serra de la Mussara, creua Els Motllats i arriba a Prades, des d'on continua a Ulldemolins, ja al Priorat. Segueix per la serra de la Llena, davant del Montsant, entrant a les Garrigues i el Segrià, passa pel Montmeneu i arriba a Mequinensa. Un cop a l'Aragó, el traçat del sender, que creua els Monegres per arribar a Saragossa i finalment a Logronyo, està encara en estudi per la Federación Aragonesa de Montañismo.

## Recorregut
| - Tarragona - Constantí - La Selva del Camp - L'Albiol - Prades - Ulldemolins - Bellaguarda | - Granadella - Llardecans - Maials - La Granja d'Escarp - Mequinensa - Saragossa - Logronyo |

Una variant n'és el GR 65-5.1 que, des d'Ulldemolins, es dirigeix al sud-oest i passa per les ermites de Sant Antoni i de Sant Bartomeu de Fraguerau, i que es reincorpora al sender principal prop del mas de l'Esclauet.